# Alfred De Fleurquin
Alfred De Fleurquin (Wachtebeke, 21 oktober 1906 -  Gent, 4 juni 1968) was een Belgische atleet, die gespecialiseerd was in de lange afstand en het veldlopen. Hij veroverde op drie nummers vier Belgische titels.

## Biografie
De Fleurquin veroverde in 1925 de Belgische titel in het veldlopen. Het jaar nadien werd hij tweede na Leon Degrande en nam hij op hetzelfde parcours met de Belgische ploeg deel aan de Landencross, waar hij opgaf. Eind dat jaar won hij de volkscross van Le Soir.
In 1927 won De Fleurquin de Belgische titels op de 5000 m en de 10.000 m. In 1931 volgde een tweede titel op de 10.000 m.

### Clubs
De Fleurquin was aangesloten bij AA Gent.

## Belgische kampioenschappen
| Onderdeel | Jaar       |
| --------- | ---------- |
| 5000 m    | 1927       |
| 10.000 m  | 1927, 1931 |
| veldlopen | 1925       |

## Palmares

### 5000 m
- 1926:  BK AC
- 1927:  BK AC – 15.44,0

### 10.000 m
- 1925:  BK AC
- 1927:  BK AC – 35.22,0
- 1931:  BK AC – 33.17,4

### veldlopen
- 1925:  BK AC
- 1926:  BK AC
- 1928:  BK AC
- 1926: DNF Landenprijs in Stokkel